# Terror of Prehistoric Bloody Creature from Space
 (janvier 2017).
Si vous disposez d'ouvrages ou d'articles de référence ou si vous connaissez des sites web de qualité traitant du thème abordé ici, merci de compléter l'article en donnant les références utiles à sa vérifiabilité et en les liant à la section « Notes et références ».
Pour plus de détails, voir Fiche technique et Distribution.
Terror of Prehistoric Bloody Creature from Space ou Jurassic Trash est un film français de série Z réalisé par Richard J.Thomson en 1998 coproduite par la revue Mad Movies. Ce film peut être classé dans le genre « comédie horrifique ». Il est considéré comme un « film absurdement indispensable » par le magazine Brazil et un « hommage délirant au cinéma d'exploitation » par le magazine Popcorn. 

## Synopsis
Un paléontologue découvre des œufs de dinosaure et décide de les commercialiser ; mais ces œufs s'avéreront encore capables d'éclore.
Un savant fou a installé dans son laboratoire du matériel d'expérimentation permettant l'hybridation d'un spécimen entre l'humain et le dinosaure. Par ailleurs, il élève deux dinosaures dont un dans un étang voisin. Évidemment, tout cela tourne vite au carnage avec les populations locales.

## Distribution
Comme pour la plupart de ses films, dont Time Demon, le réalisateur a fait appel à une pléiade d'acteurs et d'actrices méconnus ou amateurs, ainsi qu'à des actrices pornographiques.
- Laurent Dallias : Patrick et le clown
- Daniel Broquet : Mr Prioux
- Thierry Anger : Raoul
- Blaise Michel : Dimitri
- Élodie Chérie : Sabrina
- Coralie Trinh Thi : Katia
- Edouardo Pisani : Dino
- Bernard Di Mambro (sous le pseudonyme Bernard Di Amor): le sous-préfet
- Dominick Breuil : le chef scout Villiers

Il est à noter qu'au générique on retrouve le journaliste Jean-Pierre Putters, fondateur des revues cinématographiques Mad Movies et Impact.

## Autour du film
Sur ce film datant de 1998, aucun effet numérique - à part un plan représentant un ovni dans le ciel - et la plupart des apparitions de dinosaures font penser à des marionnettes en carton-pâte. Le sang, quant à lui, a l'apparence du ketchup.
Curieusement, le film a été victime d'un procès de la part de l'homme politique Philippe de Villiers (le personnage du chef scout intégriste ayant été nommé « Père Villiers »).